# Paul De Grauwe
Paul De Grauwe (Ukkel, 18 juli 1946) is professor aan de London School of Economics and Political Science en gewoon hoogleraar emeritus aan de Katholieke Universiteit Leuven. Hij is een voormalig Belgisch senator voor de Vlaamse partij VLD.

## Loopbaan
Paul De Grauwe studeerde aan het Sint-Jan Berchmanscollege te Brussel en economie aan de K.U.Leuven. Hij doctoreerde in 1973 aan de Johns Hopkins University te Baltimore (Maryland).
Hij startte als stagiair bij de toenmalige Europese Economische Gemeenschap en werd nadien eerst assistent en dan professor aan de KU Leuven. Nadien nam hij opdrachten aan bij het Internationaal Monetair Fonds, het Centre for European Policy Studies en de Europese Centrale Bank. Hij was ook gastprofessor aan de universiteiten van Michigan, Tilburg, Kiel, en Saarbrücken, de Wharton School, de Vrije Universiteit Berlijn en de Universiteit van Amsterdam. Doctor Honoris Causa werd hij aan de universiteiten van Maastricht, Sankt Gallen, Genua en Valencia en de Finse Turku School of Economics and Business Administration. Na zijn emeritaat in februari 2012 werd hij professor aan de London School of Economics and Political Science (John Paulson Chair in European Political Economy), om zo actief te kunnen blijven; in België kon hij na zijn emeritaat slechts beperkt actief blijven.
Van 1991 tot 1995 zetelde hij voor de VLD als gecoöpteerd senator in de Senaat, van 1995 tot 1999 in de kamer en van 1999 tot 2003 als rechtstreeks gekozen senator.
Hij is redacteur van gezaghebbende economische vaktijdschriften en was lid van de economische adviesgroep van José Manuel Barroso, voormalig voorzitter van de Europese Commissie. Hij schrijft regelmatig een column in de Financial Times. De Vlaamse televisiezenders interviewen hem vaak als expert over actuele economische thema's. Naast honderden wetenschappelijke artikelen publiceerde hij tientallen wetenschappelijke en vulgariserende boeken. Daarnaast is hij ook (co)auteur van economische handboeken zowel in het Nederlands als het Engels.
In 2013 ontving hij de Arkprijs van het Vrije Woord.

## Standpunten
Als liberaal en vrije marktideoloog is hij een onvoorwaardelijk voorstander van de markteconomie en de globalisering. Recent gaf hij aan dat hij voorstander is van een pragmatisch samenspel: zowel de overheid als de markt zijn nodig bij de ontwikkeling van de economie. Af en toe formuleert hij aarzelend kritiek op al te liberale standpunten en is onder meer tegen een veralgemeende loonmatiging. Ook bij de recente kredietcrisis waagde hij het de verantwoordelijken bij naam te noemen. In zijn voor een groot publiek geschreven De onvoltooide globalisering legt hij uit waarom hij de globalisering goed vindt en gaat hij in op de stellingen van anti-globalisten die hij te pessimistisch vindt, hoewel hij verwacht dat de toenemende kloof tussen rijk en arm grenzen zal stellen aan het draagvlak voor globalisering. Hij stelt zichzelf voor als een optimist en gelooft dat het marktmechanisme en economische groei de problemen op het gebied van grondstoffenschaarste, energie, milieu en klimaat zullen oplossen. In zijn boek De limieten van de markt onderzoekt hij de steeds veranderende rol die de markt en de overheid in het maatschappelijk leven spelen. Door de externe en interne limieten van de markt en de overheid te analyseren, buigt De Grauwe zich over de vraag waarom een gezonde mix van markt en staat zo moeilijk blijkt te zijn. Ten slotte wordt er in dit werk ook verwezen naar de theorieën van Thomas Piketty over inkomensongelijkheid.
Wat betreft begrotingsregels en -tekorten twijfelt De Grauwe aan de wenselijkheid van een begrotingsevenwicht. Integendeel, overheidsinvesteringen door schulden zijn volgens hem noodzakelijk. 

## Beperkte bibliografie
- De limieten van de markt, de slinger tussen overheid en kapitalisme, Lannoo, Tielt, 2014, ISBN 978 94 014 1391 6
- De onvoltooide globalisering, Verkenning van een nieuwe wereld, Lannoo, Tielt, 1 oktober 2007, ISBN 978 90 782 3004 5
- Economics of Monetary Union, Seventh Edition, Oxford University Press, Oxford, 17 mei 2007, ISBN 978-0-19-929780-1
- Waar gaat het naartoe met onze economie?, Lannoo, Tielt, 5 december 2006, ISBN 978-90-209-6770-8
- Onze schuld: Het ontstaan en de toekomst van werkloosheid en staatsschuld, Lannoo, Tielt, 1994
- De Nachtwacht in het donker: Over kunst en economie, Lannoo, Tielt, 1990
- De zichtbare hand: Het conflict tussen economie en politiek, Lannoo, Tielt, 1986.
- Behavioural Macroeconomics: Theory and Policy, Oxford University Press, Oxford, oktober 2019, ISBN 9780198832324

- Bibsys: 90137459
- Biblioteca Nacional de España: XX976103
- Bibliothèque nationale de France: cb12280034r (data)
- Catàleg d'autoritats de noms i títols de Catalunya: 981058511266706706
- CiNii: DA01076686
- Gemeinsame Normdatei: 112453759
- International Standard Name Identifier: 0000 0000 7979 9492
- Library of Congress Control Number: n83124980
- Nationale Bibliotheek van Letland: 000105500
- Bibliotheek van het Japanse parlement: 00513562
- Nationale Bibliotheek van Tsjechië: vse2005315982
- Nationale Bibliotheek van Israël: 987007274535905171
- Nederlandse Thesaurus van Auteursnamen: 069665028
- Istituto Centrale per il Catalogo Unico: LO1V042183
- LIBRIS: 184315
- Système universitaire de documentation: 031620221
- Virtual International Authority File: 94363016
- WorldCat: E39PBJfCpKJp7fyYqQBHRhdfbd